# Sunderbani
Sunderbani (o Sundal Bani) è una città dell'India di 4.657 abitanti, situata nel distretto di Rajouri, nel territorio del Jammu e Kashmir. In base al numero di abitanti la città rientra nella classe VI (meno di 5.000 persone).

## Geografia fisica
La città è situata a 33° 2' 40 N e 74° 29' 40 E e ha un'altitudine di 632 m s.l.m..

## Società

### Evoluzione demografica
Al censimento del 2001 la popolazione di Sunderbani assommava a 4.657 persone, delle quali 3.072 maschi e 1.585 femmine. I bambini di età inferiore o uguale ai sei anni assommavano a 441, dei quali 257 maschi e 184 femmine. Infine, coloro che erano in grado di saper almeno leggere e scrivere erano 3.920, dei quali 2.704 maschi e 1.216 femmine.